# Rhacophorus translineatus
Rhacophorus translineatus és una espècie de granota que viu a la Xina i a l'Índia.